# A Division 1952-1953 (Irlanda)
La stagione 1952-1953 è stata la trentaduesima edizione della League of Ireland, massimo livello professionistico del calcio irlandese.

## Classifica finale
|  |     | Classifica finale 1952-1953 | Pt | G  | V  | N | P  | GF | GS | DR  |
|  | --- | --------------------------- | -- | -- | -- | - | -- | -- | -- | --- |
|  | 1.  | Shelbourne                  | 30 | 22 | 12 | 6 | 4  | 46 | 24 | +22 |
|  | 2.  | Drumcondra                  | 29 | 22 | 10 | 9 | 3  | 49 | 33 | +16 |
|  | 3.  | Shamrock Rovers             | 27 | 22 | 12 | 3 | 7  | 40 | 27 | +13 |
|  | 4.  | St Patrick's                | 24 | 22 | 8  | 8 | 6  | 49 | 34 | +15 |
|  | 5.  | Sligo Rovers                | 23 | 22 | 8  | 7 | 7  | 42 | 37 | +5  |
|  | 6.  | Dundalk                     | 22 | 22 | 8  | 6 | 8  | 45 | 45 | 0   |
|  | 7.  | Limerick                    | 21 | 22 | 8  | 5 | 9  | 39 | 44 | -5  |
|  | 8.  | Cork Athletic               | 21 | 22 | 9  | 3 | 10 | 41 | 47 | -6  |
|  | 9.  | Transport                   | 21 | 22 | 7  | 7 | 8  | 35 | 42 | -7  |
|  | 10. | Evergreen United            | 20 | 22 | 8  | 4 | 10 | 36 | 35 | +1  |
|  | 11. | Waterford                   | 15 | 22 | 5  | 5 | 12 | 35 | 58 | -23 |
|  | 12. | Bohemians                   | 11 | 22 | 4  | 3 | 15 | 27 | 58 | -31 |

### Verdetti
- Shelbourne campione d'Irlanda 1952-1953.

## Statistiche

### Squadre
- Maggior numero di vittorie:  Shelbourne e  Shamrock Rovers (12)
- Minor numero di sconfitte:  Drumcondra (3)
- Migliore attacco:  Drumcondra e  St Patrick's (49 gol fatti)
- Miglior difesa:  Shelbourne (24 gol subiti)
- Miglior differenza reti:  Shelbourne (+22)
- Maggior numero di pareggi:  Drumcondra (9)
- Minor numero di pareggi:  Shamrock Rovers,  Cork Athletic e  Bohemians (3)
- Maggior numero di sconfitte:  Bohemians (15)
- Minor numero di vittorie:  Bohemians (4)
- Peggiore attacco:  Bohemians (27 gol fatti)
- Peggior difesa:  Waterford e  Bohemians (58 gol subiti)
- Peggior differenza reti:  Bohemians (-31)

### Capocannoniere
|  | Gol | Marcatore    | Squadra      |
|  | --- | ------------ | ------------ |
|  | 22  | Shay Gibbons | St Patrick's |